# Рая Белева
Рая Юрий Белева е българска актриса и радиоводеща. Родена е на 6 септември 1985 г. в гр. София.
Завършва НАТФИЗ през 2010 г. в класа на доц. Веселин Ранков, с проф. Диана Борисова като преподавателка по сценична реч. Участва в сериалите „Откраднат живот“, „Сутрешен блок“, „Знакът на българина“ и „Клетката“, както и в уеб сериала „Кифла“. Ко-водеща е на тв предаването „Най-хубавите години от нашия живот“ по БНТ. От 2010 до 2016 г. е основна част от „Комедийна вечер с Големите“.
От юли 2017 г. е водеща по Радио Fresh!, първоначално на предаването „Абсолютно Fresh!“, а от 2020 г. – на предаването Power Request по Fresh!, всеки делничен ден от 18:00 до 20:00 ч. Водеща е на подкаста „За изкуството и още нещо“, част от канала Radiocast.